# 7. ročník udílení Cen Sdružení filmových a televizních herců
7. ročník udílení Cen Sdružení filmových a televizních herců se konal 11. března 2001 ve Shrine Auditorium v Los Angeles v Kalifornii. Ocenění se předalo nejlepším filmovým a televizním vystoupením v roce 2000. Nominace oznámili dne 29. ledna 2002 Lucy Liu a Cary Elwes. Ceremoniál vysílala stanice TNT. Speciální cenu získali Ossie Davis a Ruby Dee.

## Vítězové a nominovaní
Tučně jsou označeni vítězové.

### Film
| Nejlepší mužský herecký výkon v hlavní roli | Nejlepší ženský herecký výkon v hlavní roli |
| --- | --- |
| - Benicio del Toro jako Javier Rodríguez – Traffic – nadvláda gangů - Jamie Bell jako Billy Elliot – Billy Elliot - Russell Crowe jako Maximus Decimus Meridius – Gladiátor - Tom Hanks jako Chuck Noland – Trosečník - Geoffrey Rush jako Marquis de Sade – Quills – Perem markýze de Sade | - Julia Roberts jako Erin Brockovich – Erin Brockovich - Joan Allen jako Laine Hanson –Kandidáti - Juliette Binoche jako Vianne Rocher – Čokoláda - Ellen Burstyn jako Sara Goldfarb – Requiem za sen - Laura Linney jako Samantha Prescott – Na mě se můžeš spolehnout                  |
| Nejlepší mužský herecký výkon ve vedlejší roli | Nejlepší ženský herecký výkon ve vedlejší roli |
| - Albert Finney jako Ed Masry – Erin Brockovich - Jeff Bridges jako Jackson Evans –Kandidáti - Willem Dafoe jako Max Schreck – Ve stínu upíra - Gary Oldman jako Shelley Runyon – Kandidáti - Joaquin Phoenix jako Commodus – Gladiátor                                                     | - Judi Dench jako Armande Voizin – Čokoláda - Kate Hudson jako Penny Lane–Na pokraji slávy - Frances McDormandová jako paní Millerová – Na pokraji slávy - Julie Waltersová jako paní Wilkinsonová – Billy Elliot - Kate Winslet jako Madeleine LeClerc – Quills – Perem markýze de Sade |
| Nejlepší obsazení ve filmu | |
| - Traffic – nadvláda gangů – Benjamin Bratt, James Brolin, Don Cheadle, Erika Christensen, Clifton Collins Jr., Benicio del Toro, Michael Douglas, Albert Finney, Topher Grace, Amy Irving, Dennis Quaid, Catherine Zeta-Jones - Na pokraji slávy - Billy Elliot - Čokoláda - Gladiátor     | |

### Televize
| Nejlepší mužský herecký výkon v seriálu (drama) | Nejlepší ženský herecký výkon v seriálu (drama) |
| --- | --- |
| - Martin Sheen jako Josiah Bartlet – Západní křídlo - Tim Daly jako Dr. Richard Kimble – Uprchlík - Anthony Edwards jako Dr. Mark Greene – Pohotovost - Dennis Franz jako Andy Sipowicz – Policie New York - James Gandolfini jako Tony Soprano – Rodina Sopránů                                                             | - Allison Janney jako C. J. Cregg – Západní křídlo - Gillian Anderson jako Dana Scully – Akta X - Edie Falco jako Carmela Soprano – Rodina Sopránů - Sally Fieldová jako Maggie Lockhart – Pohotovost - Lauren Graham jako Lorelai Gilmore – Gilmorova děvčata - Sela Ward jako Lily Manning – Druhá šance |
| Nejlepší mužský herecký výkon v seriálu (komedie) | Nejlepší ženský herecký výkon v seriálu (komedie) |
| - Robert Downey Jr. jako Larry Paul – Ally McBealová - Sean Hayes jako Jack McFarland – Will a Grace - Kelsey Grammer jako Frasier Crane – Frasier - David Hyde Pierce jako Niles Crane – Frasier - Peter MacNicol jako John Cage – Ally McBealová                                                                           | - Sarah Jessica Parker jako Carrie Bradshaw – Sex ve městě - Megan Mullally jako Karen Walker – Will a Grace - Calista Flockhart jako Ally McBeal – Ally McBealová - Jane Kaczmareková jako Lois Wilkerson – Malcolm v nesnázích - Debra Messing jako Grace Adler – Will a Grace                           |
| Nejlepší mužský herecký výkon v minisérii nebo TV filmu | Nejlepší ženský herecký výkon v minisérii nebo TV filmu |
| - Brian Dennehy jako Willy Loman – Smrt obchodního cestujícího - Alec Baldwin jako Robert H. Jackson – Norimberk - Brian Cox jako Hermann Göring– Norimberk - Danny Glover jako Will Walker – Píseň svobody - John Lithgow jako Don Quiojte de la Mancha – Don Quixote - James Woods jako Dennis Barrie – Špinavá záležitost | - Vanessa Redgrave jako Edith Tree – Kdyby zdi mohly mluvit 2 - Stockard Channing jako Janice –Pravda o Jane - Judi Dench jako Elizabeth – Poslední sexbomby - Sally Fieldová jako Betsey Trotwood – David Copperfield - Elizabeth Franz jako Linda Loman – Smrt obchodního cestujícího                    |
| Nejlepší obsazení (drama) | |
| - Západní křídlo – Dulé Hill, Allison Janney, Moira Kelly, Rob Lowe, Janel Moloney, Richard Schiff, Martin Sheen, John Spencer, Bradley Whitford - Pohotovost - Zákon a pořádek - Advokáti - Rodina Sopránů | |
| Nejlepší obsazení (komedie) | |
| - Will a Grace – Sean Hayes, Eric McCormack, Debra Messing, Megan Mullally - Sex ve městě - Frasier - Přátelé - Ally McBealová | |